# Мифсуд Бонничи, Кармело
Кармело Мифсуд Бонничи (англ. Karmenu Mifsud Bonnici; 17 июля 1933, Бормла, Мальта — 5 ноября 2022, Бормла, Port Region (Port)) — мальтийский государственный и политический деятель. С 1984 по 1987 год — премьер-министр Республики Мальта. Сторонник выхода Мальты из ЕС.

## Биография

### Семья, образование
Родился в небольшом мальтийском городке 17 июля 1933 года. Отец — профессор, доктор юридических наук Лоренсо Мифсуд Бонничи. Его двоюродным братом является 5-й президент Мальты Уго Мифсуд Бонничи. Начальное образование получил в государственной школе, после окончания лицея поступил в Мальтийский университет. В 1954 году получил звание доктора юридических наук. С мая 1968-го, занимался преподаванием промышленного и финансового права в Университете Мальты.

### Политическая деятельность
В студенческие годы был активным членом католической социальной гильдии, позже молодёжного христианского рабочего движения, в котором был юридическим консультантом.
С 1969 года принимал активное участие в профсоюзном движении Мальты. Прославился своей деятельностью на посту юрисконсульта профсоюзов, когда ему удалось воспрепятствовать принятию законопроекта, предусматривавшего тюремное заключение за участие в забастовках.
29 мая 1980 года был назначен на пост заместителя лидера лейбористской партии, ответственного за партийные дела. Руководил предвыборной кампанией лейбористской партии во время всеобщих выборов 1981 года, которые лейбористская партия выиграла в третий раз подряд.
С 5 сентября 1983 года был назначен первым вице-премьером правительства и министром образования.
С 1984 по 1987 год — занимал должность премьер-министра Мальты.
С 2000 года возглавил политический фронт «Кампания за национальную независимость», выступающий за выход Мальты из состава ЕС. С 2003 года — министр юстиции Мальты (на этой должности активно выступает против легализации разводов, в защиту брака, семьи и нерождённых детей).
Умер 5 ноября 2022 года в возрасте 89 лет.